# Église Saint-Nicolas de Psača
Pour les articles homonymes, voir Église Saint-Nicolas.
L'église Saint-Nicolas (en macédonien : Црква „Св. Никола“) est une église orthodoxe située à Psača, dans la commune de Rankovce, en Macédoine du Nord. Sa construction a été ordonnée par Vlatko, un courtisan du roi serbe Stefan Uroš IV Dušan, ainsi que son père, le prince Psača, en 1354. 
Les fresques, réalisées de 1365 à 1371, forment un des meilleurs exemples de peinture macédonienne médiévale. L'église faisait originellement partie d'un monastère orthodoxe.

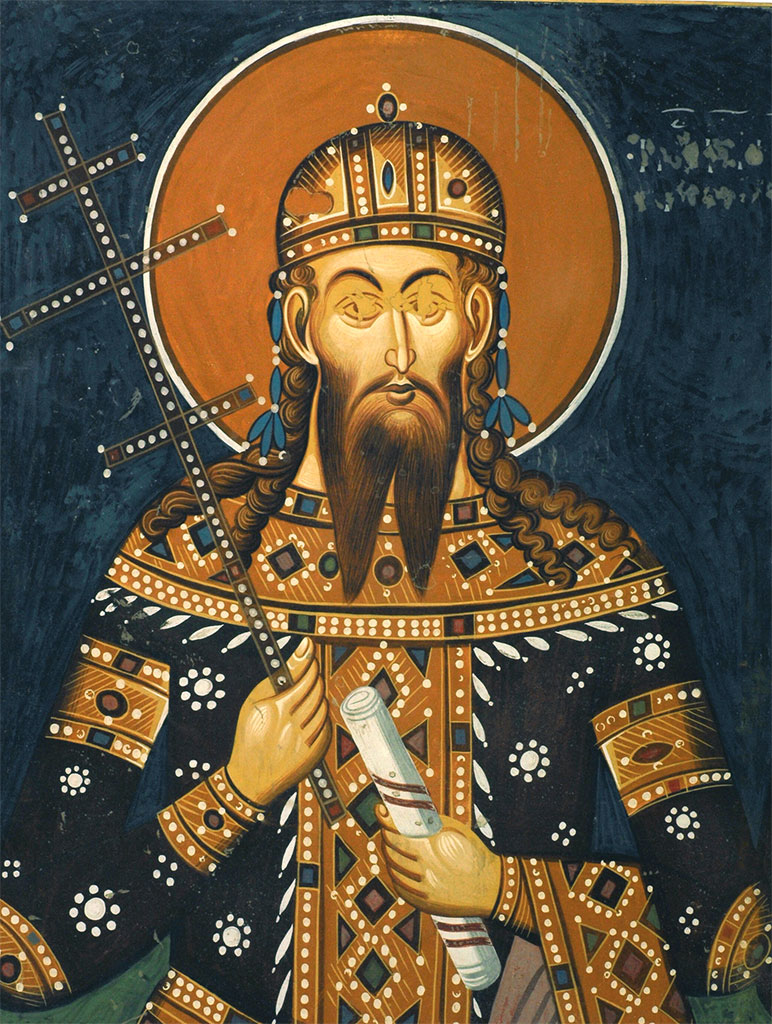
Fresque de Stefan Uroš IV Dušan.
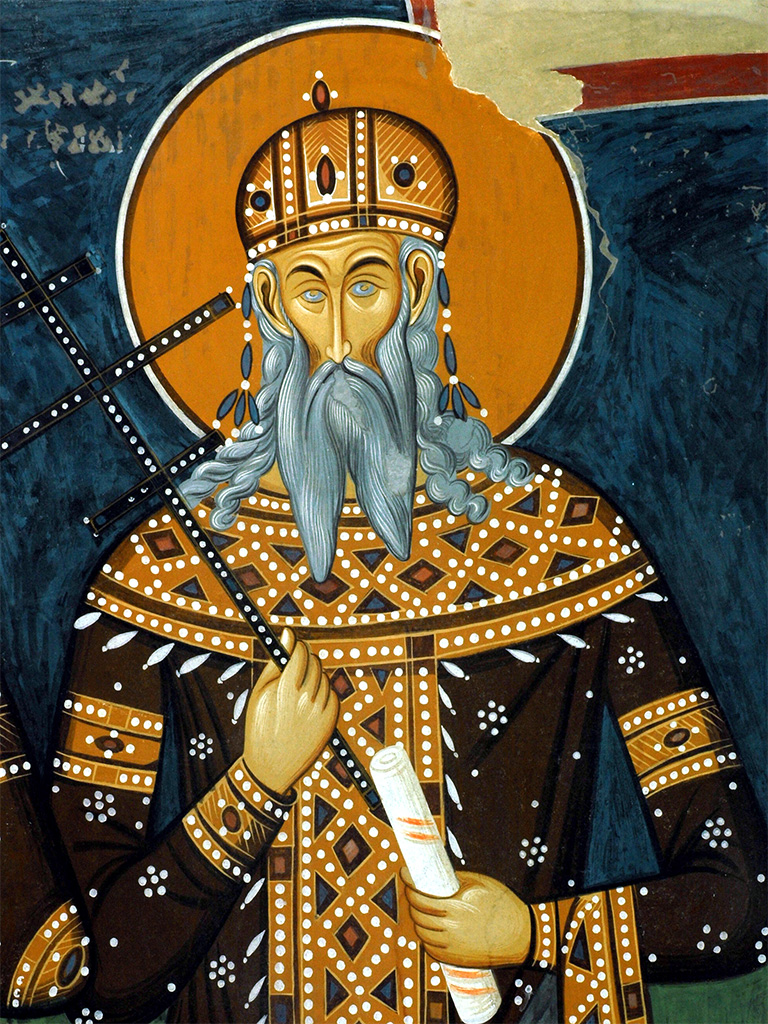
Fresque de Vukašin Mrnjavčević.
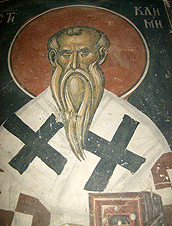
Fresque de Clément d'Ohrid.